# Corry Berger

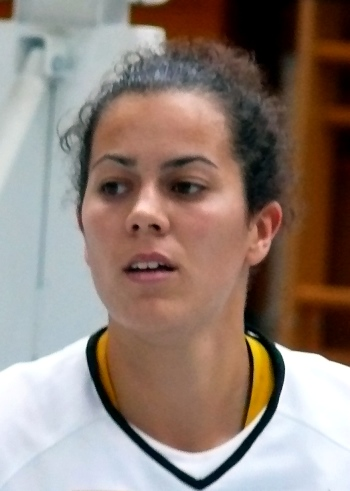
Corry Berger, Basketballnationalspielerin

Corry Berger (* 9. Januar 1982 in Bad Soden am Taunus), seit 2015 Corry Stützer ist eine deutsche Basketballnationalspielerin.

## Karriere
Die 1,92 Meter lange Athletin begann ihre Karriere 1994 beim TV Bensberg. Über die Jugendmannschaften des Vereins kam sie in die erste Damenmannschaft, spielte in der 2. Damen-Basketball-Bundesliga und stieg mit ihrem Team 2001 in die 1. Damen-Basketball-Bundesliga auf. 2001/2002 wechselte Berger in die USA und spielte an der University of San Francisco. Zur Saison 2002/2003 kehrte sie zum TV Bensberg zurück, ein Jahr später wechselte sie in die 2. spanische Liga nach Palma de Mallorca zu Joventut Mariana Soller. In der Saison 2005/2006 spielte sie wieder in Bensberg und wechselte 2006/2007 nach dem Rückzug ihres Heimatvereins aus der Bundesliga nach Oberhausen zu den New Basket ’92 Oberhausen. Nach Vollendung ihrer wirtschaftswissenschaftlichen Diplomarbeit an der Universität Köln wechselte sie zur Saison 2007/08 zum Serienmeister TSV 1880 Wasserburg und wurde mit diesem Deutscher Meister 2008.
Corry Berger wurde zum 1. Juni 2009 von WWK Donau-Ries verpflichtet. Nachdem sie aufgrund langwieriger Verletzungen lange nicht einsatzfähig war, konnte sie erst im Frühjahr 2011 ihr Debüt geben, hatte dann aber noch großen Anteil an dem 4. Platz in der DBBL-Hauptrunde sowie dem Finaleinzug im DBB-Pokalwettbewerb.
Nach wiederum einer langen Verletzungspause gab sie 2013 ihr Comeback bei der TS Jahn München in der 2. Bundesliga. Im Jahr 2015 wurde sie Mutter und legte daher eine Babypause ein. Sie gab ihr neuerliches Comeback Anfang 2016.

## Nationalmannschaft
Berger war schon U18 und U20-Nationalspielerin und debütierte am 22. Juli 2004 beim 60:65 gegen Polen in Spała in der A-Nationalmannschaft. Sie absolvierte 50 A-Länderspiele (Stand: Januar 2009). Sie war Spielerin der deutschen Nationalmannschaft bei der Europameisterschaft 2007 in Chieti (Italien).

## Familie
Corry Bergers Schwester Suska ist ebenfalls Bundesligaspielerin und spielte in der  1. Bundesliga für den TV Bensberg (bzw. BELKAW BasCats), BG Göttingen und die Wildcats Wolfenbüttel, sowie derzeit in der 2. Bundesliga für Eintracht Braunschweig. Sie ist verheiratet und hat einen Sohn.